# Santo Stefano Rotondo

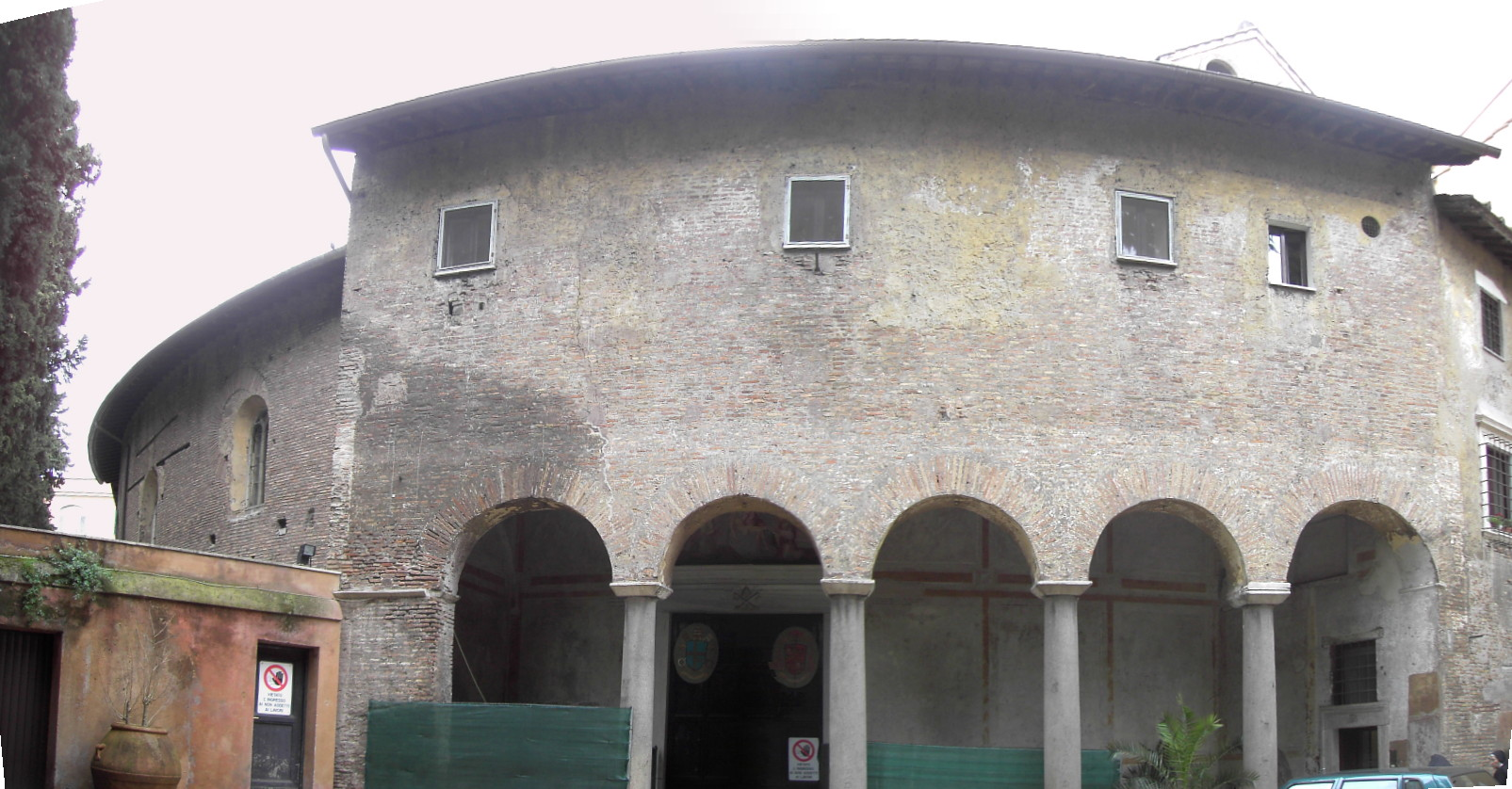
Santo Stefano Rotondo es el más antiguo ejemplo de iglesia con plano central en Roma.

Santo Stefano Rotondo, también conocido como Santo Stefano al Celio (en castellano: San Esteban del Monte Celio), es una antigua basílica en Roma (Italia). Está en el monte Celio, en Via di Santo Stefano, 7.

## Historia
El edificio fue consagrado por el papa Simplicio entre 468 y 483. Fue dedicado a san Esteban protomártir, cuyo cuerpo había sido descubierto unas pocas décadas antes en Tierra Santa, y llevado a Roma. La iglesia fue la primera de Roma que tuvo un plano circular, inspirado por la Iglesia del Santo Sepulcro en Jerusalén.
Santo Stefano probablemente fue financiada por la rica familia Valerio, cuyas fincas cubrían amplias zonas del monte Celio. Su villa quedaba muy cerca, en el lugar en que actualmente se alza el Hospital de San Giovanni - Addolorata. Santa Melania, una miembro de la familia, fue una frecuente peregrina a Jerusalén y murió allí, así que la familia tenía conexiones con Tierra Santa.
Originalmente la iglesia tenía tres pasillos deambulatorios concéntricos, flanqueados por 22 columnas jónicas, que rodeaban el espacio circular central coronado por un tambor de 22 metros de alto y 22 de ancho. Había 22 ventanas en el tambor, pero la mayor parte de ellas se tapiaron en la restauración del siglo XV. El corredor exterior más tarde se demolió.
La iglesia fue embellecida por el papa Juan I y el papa Félix IV en el siglo VI. En 1130 el papa Inocencio II añadió tres arcos transversales para soportar la cúpula.
En la Edad Media, Santo Stefano Rotondo fue entregado al cuidado de los canónigos de San Juan de Letrán, pero conforme pasó el tiempo comenzó a arruinarse. A mediados del siglo XV Flavio Biondo alabó las columnas de mármol, el mármol que cubría las paredes y las obras de arte de estilo cosmatesco de la iglesia, pero añadió que desafortunadamente «en la actualidad Santo Stefano Rotondo no tiene ningún tejado». Blondus sostenía que la iglesia se construyó sobre los restos de un antiguo Templo de Fauno. Las excavaciones llevadas a cabo entre 1969 y 1975 revelaron que el edificio realmente nunca se convirtió en cristiano a partir de un templo pagano, sino que siempre fue una iglesia, alzada en tiempos de Constantino I en la primera mitad del siglo IV.
En 1454, el papa Nicolás V confió la iglesia arruinada a los padres paulinos, la única orden católica fundada por húngaros. Esta es la razón por la que Santo Stefano más tarde se convirtió en la iglesia no oficial de los húngaros en Roma. La iglesia fue restaurada por Bernardo Rossellino, probablemente con guía de Leon Battista Alberti.
En 1579 los jesuitas húngaros siguieron a los padres paulinos. El Collegium Hungaricum, establecido aquí por István Arator ese año, pronto se fusionó con el Collegium Germanicum en 1580, convirtiéndose en el Collegium Germanicum et Hungaricum, porque muy pocos estudiantes húngaros eran capaces de viajar hasta Roma desde el reino de Hungría ocupado por los turcos.
El cardenal sacerdote del Titulus S. Stephani in Coelio Monte ha sido Friedrich Wetter desde 1985. Su predecesor, József Mindszenty fue famoso como líder católico de Hungría, perseguido por los comunistas.

## Obras de arte
Las paredes de la iglesia están decoradas con numerosos frescos, incluyendo los de Niccolò Circignani (Niccolò Pomarancio) y Antonio Tempesta representando 34 escenas de martirio, encargados por el papa Gregorio XIII en el siglo XVI. Todas las pinturas tienen una inscripción explicando la escena y el nombre del emperador que ordenó las ejecuciones, así como citas de la Biblia. Las pinturas son algo morbosas, cuando no naturalistas y groseras representaciones de tortura y ejecución.
El altar es obra del artista florentino Bernardo Rossellino en el siglo XV. La pintura en el ábside muestra a Cristo entre dos mártires. El mosaico y la decoración de mármol es del periodo 523-530. Un mosaico muestra a los mártires San Primo y San Feliciano flanqueando a una cruz enjoyada.
Hay una tablilla documentando el entierro aquí del rey irlandés Donough O'Brien de Cashel y Thomond, quien murió en Roma en 1064.
Se conserva aquí una antigua cátedra del papa Gregorio el Grande de alrededor del año 580.
La capilla de los santos Primo y Feliciano tiene mosaicos muy interesantes y raros, del siglo VII. La capilla fue erigida por el papa Teodoro I quien trajo aquí las reliquias de los mártires y las enterró (junto con los restos de su padre).

## Mitreo

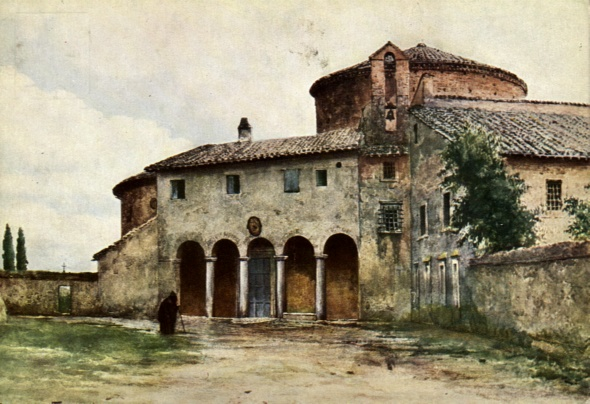
Santo Stefano Rotondo en una pintura de Ettore Roesler Franz en el.

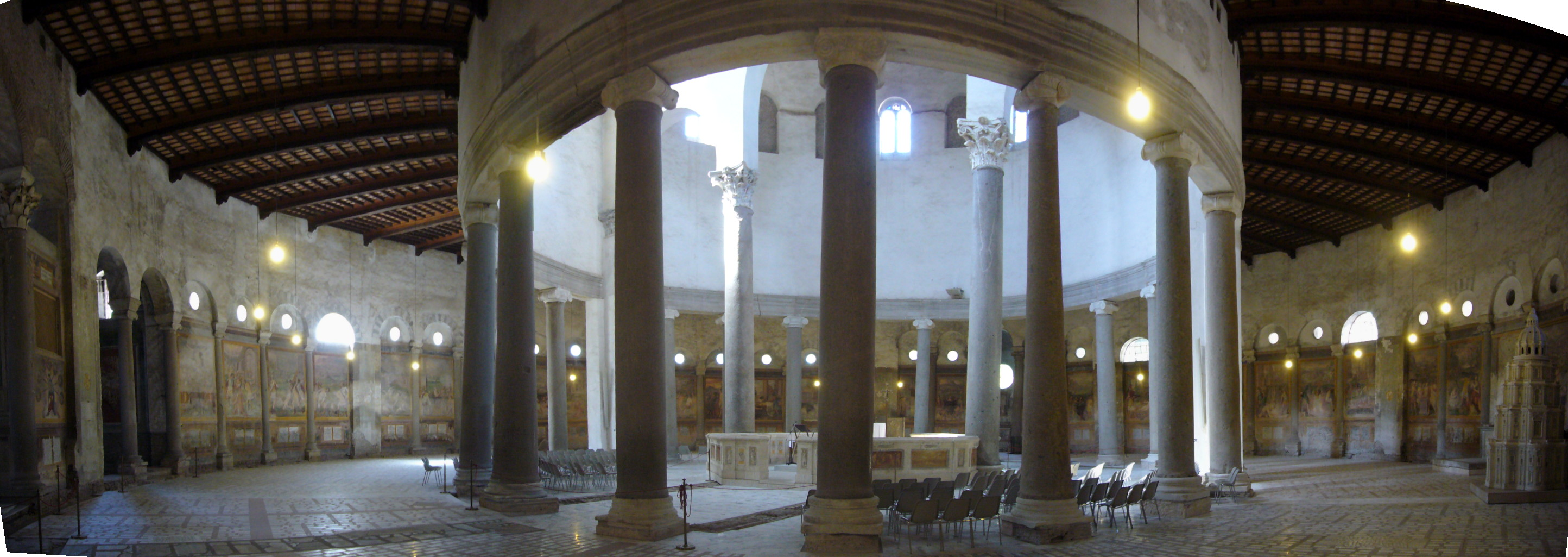
Interior de la iglesia después de la restauración

Debajo de la iglesia hay un mitreo del siglo II, que se relaciona con la presencia de barracones de soldados romanos en el vecindario. El culto a Mitra era especialmente popular entre los soldados. Los restos de Castra Peregrinorum, los barracones de los peregrini, oficiales apartados de los ejércitos provinciales para servicios especiales en la capital, se encontraron justo debajo de Santo Stefano Rotondo. El mitreo perteneció a Castra Peregrinorum pero probablemente acudían también a él los soldados de la Cohors V Vigilum, cuyos barracones estaban cerca al otro lado de Via della Navicella.
El mitreo está siendo excavado en la actualidad. Los restos de los barracones romanos (de la época severa) y el mitreo debajo de la iglesia permanecen cerrados al público. Un bajorrelieve coloreado en mármol, «Mitra matando al toro» del siglo III está actualmente en el Museo Nacional Romano.

## Capilla húngara
A diferencia de otras naciones europeas, los húngaros carecen de iglesia nacional en Roma debido a que el viejo Santo Stefano degli Ungheresi cerca del Vaticano fue derruido para abrir hueco a la sacristía de la Basílica de San Pedro en 1778. Como compensación para la pérdida de su antigua iglesia, el papa Pío VI construyó una capilla húngara en Santo Stefano Rotondo según los planos de Pietro Camporesi.
La capilla húngara está dedicada al rey Esteban I de Hungría, Szent István, el primer rey canonizado de los magiares. La fiesta de san Esteban es el 20 de agosto. Peregrinos húngaros con frecuencia visitan el lugar.
Expertos húngaros intervinieron en la restauración en marcha y la exploración arqueológica de la iglesia durante el siglo XX junto con colegas italianos y alemanes. Destacados visitantes húngaros fueron Vilmos Fraknói, Frigyes Riedl y László Cs. Szabó habiendo escrito todos ellos sobre la historia y la importancia de Santo Stefano.
Recientes excavaciones arqueológicas revelaron el antiguo suelo de la iglesia en la capilla. El suelo está compuesto de trozos de mármol de colores y fue restaurado en 2006 por un equipo internacional liderado por Zsuzsanna Wierdl.
Los frescos de la capilla fueron pintados en 1776 pero recientemente se ha descubierto, bajo ellos, capas más antiguas de pintura.
El archidiácono János Lászai, canónigo de Gyulafehérvár, fue enterrado en Santo Stefano Rotondo en 1523. Lászai dejó Hungría y se trasladó a Roma donde se convirtió en confesor papal. Su monumento fúnebre es un interesante ejemplo de escultura funeraria renacentista. La inscripción dice: «Roma est patria omnium» (Roma es la patria de todos).